# Microrregión de Campanha Central
La microrregión de la Campanha Central es una de las microrregiones del estado brasileño de Río Grande del Sur perteneciente a la mesorregión Sudoeste Rio-Grandense. Su población fue estimada en 2005 por el IBGE en 203.335 habitantes y está dividida en cuatro municipios. Posee un área total de 17.295,821 km².

## Municipios
- Rosário do Sul
- Santa Margarida do Sul
- Santana do Livramento
- São Gabriel

- Datos: Q2685947